# Helmut Machhammer

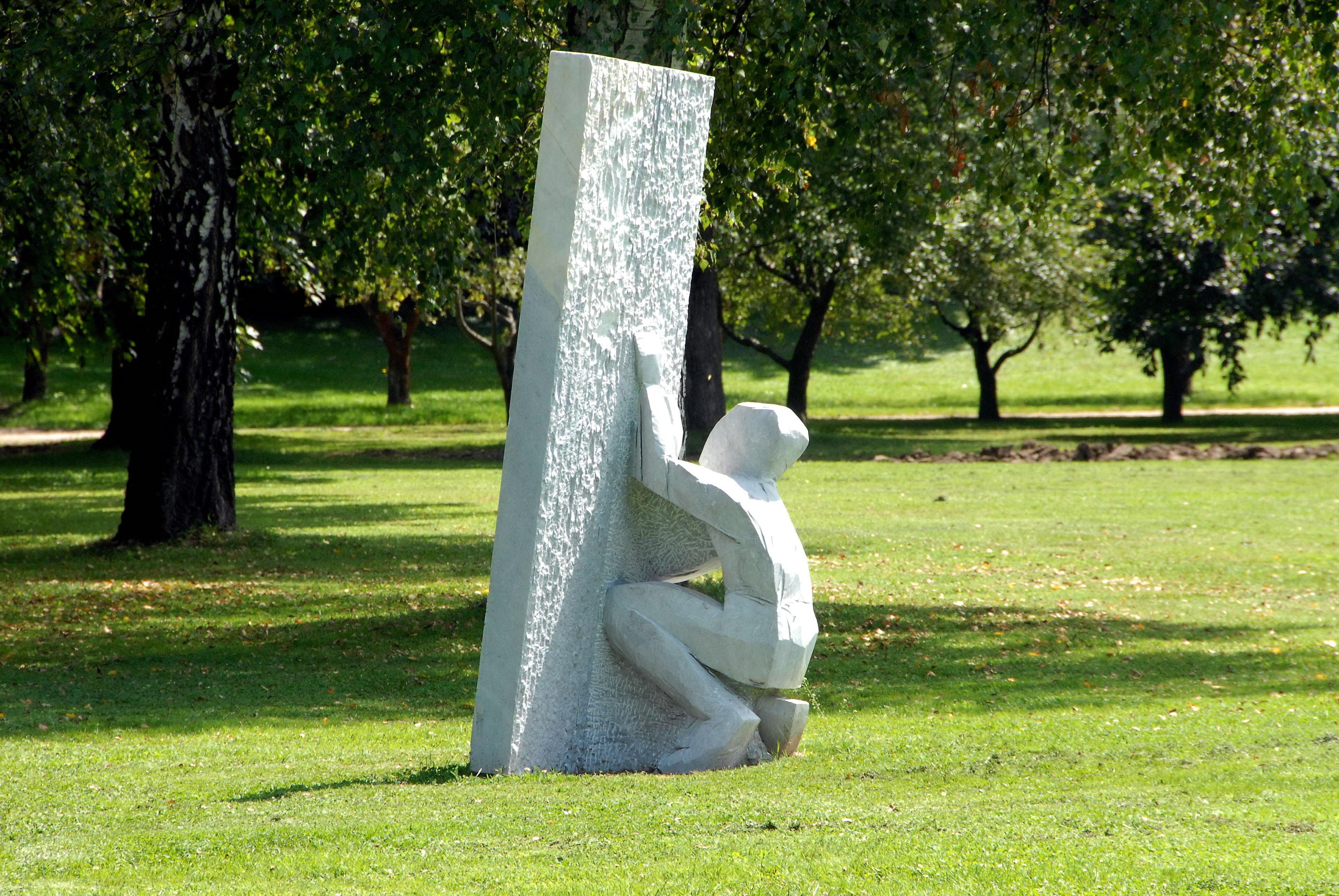
Skulptur „Verändern“, geschaffen im Jahr 1995 aus Krastaler Marmor während eines Krastaler Bildhauersymposions, aufgestellt im Europapark am Ostufer des Wörthersees, Bezirk Waidmannsdorf in Klagenfurt, Kärnten

Helmut Karl Machhammer (* 1962 in Kalwang) ist ein österreichischer Bildhauer.

## Leben und Wirken
Helmut Machhammer wurde im Jahre 1962 in der Marktgemeinde Kalwang im Liesingtal geboren und besuchte unter anderem von 1976 bis 1980 die HTL Ortweinplatz in Graz, wo er unter anderem von Josef Pillhofer (1921–2010) unterrichtet wurde. Danach besuchte er bis 1985 die Akademie der bildenden Künste Wien bei Joannis Avramidis (1922–2016). Noch früh in seiner Karriere erhielt er diverse Auszeichnungen, wie unter anderem den Theodor-Körner-Preis im Jahre 1986 oder den Preis der Wiener Handelskammer im Jahre 1989. Noch in den 1980er Jahren zog es den gebürtigen Steirer nach Kärnten, wo er sich im Krastal niederließ. Noch heute (Stand: 2017) lebt und arbeitet Machhammer im Krastal, sowie in St. Margarethen ob Töllerberg bei Völkermarkt, aber auch in der Bundeshauptstadt Wien. In den Jahren 1989, 1990, 1991, 1992, 1993, 1995, 1996, 1997, 1998, 2001, 2003, 2006, 2012 und 2016 und trat er als Organisator des Bildhauersymposions Krastal in Erscheinung. Bereits seit 1979 nimmt er an diesem Symposion als aktives Mitglied teil. Das vorrangige Thema in seinen Werken ist der Mensch; sein vorrangiger Werkstoff ist Marmor, dabei vor allem der Krastaler Marmor in seiner Wahlheimat Kärnten. In seinen im deutschsprachigen Raum mehrfach ausgestellten und vorhandenen Werken mit dem Titel „Purzeln“ fertigte er dreidimensionale abstrahierte Körper so an, dass sie durch Drehen der Figur immer wieder neue Ansichten und neue Inhalte offenbaren. Dieser interaktive Prozess trägt auch maßgeblich zum Verständnis der Skulptur bei. Dieses Zusammenspiel zwischen Material, Form und Inhalt ist in allen Arbeiten Machhammers ein wichtiger Punkt. Dabei arbeitet er nicht nur mit dem Werkstoff Marmor bzw. Stein, sondern auch mit geschichteten Holzbrettern, sich durch den Raum windenden Metallen oder widmet sich unkonventionelle Eisskultpuren („Fire Cubes“).
Im April 2021 erschien über den Ritter Verlag Machhammers Monografie mit dem Titel Helmut Machhammer: Bildhauer.

## Einzelausstellungen (Auswahl)
- 2016:

Bildhauerzeichnungen, Kunstraum Ewigkeitsgasse, Wien
- 2015:
  - moving heads, Sonderausstellung, Lange Nacht der Museen, step, Völkermarkt
  - Skulpturen und Zeichnungen, Stadtmuseum Judenburg, Judenburg
  - Skulpturen in Bewegung, Galerie 9900, Lienz
  - Skulpturen und Bilder, Galerie Nothburga (mit Markus Moling), Innsbruck
- 2013:
  - Installation im gotischen Keller, Altes Rathaus, atmos-arte, Völkermarkt
- 2012:
  - Versuche über Spiegelung und Immaterialität, bv Galerie, Klagenfurt
- 2010:
  - aus einem, Bildhauerhaus, Kunstwerk Krastal, (Katalog) Krastal bei Villach
  - TV-Film, 15 Minuten; bayern alpha art, am 7. September um 21:00 Uhr
  - Rien nest beau que le vrai…mms, Künstlerhaus Klagenfurt (mit Manfred Mörth & Gotthard Schatz), Kunstverein Kärnten, Klagenfurt
  - Schloss Porcia, Spittal an der Drau
- 2009:
  - Amthof (mit Ralf Röll), Feldkirchen in Kärnten
  - Motion, Herzogsburg (mit R. Benedik), St. Veit an der Glan
  - arbeiten kochen essen „kunst purzeln“, Schloss Mageregg, Klagenfurt
- davor:
  - Galerie Vorspann, Bad Eisenkappel
  - Rittersaal, Millstatt
  - Hart wie Stein, Kulturzentrum „Europahaus“, Klagenfurt
  - mehrmals Galerie Payer, Leoben
  - Galerie Gruber, Krems an der Donau
  - Stadtgalerie Gmünd, Gmünd
  - Galerie Kärnten, Klagenfurt
  - Skulptur auf der Freyung, Freyung Wien I.
  - Bildungshaus Mariatrost, Graz
  - Ausstellung im Ecksaal des Joanneum, Graz

## Beteiligungen (Auswahl)
- 2016:
  - Kosmos der Tiere, Galerie Walker, Schloss Ebenau, Feistritz im Rosental
  - 49. Bildhauersymposion Krastal, Kunstwerk Krastal, Treffen
  - Wirtschaft präsentiert Kunst, Bleiburg
- 2015:
  - HAPPY END, Kunstverein Kärnten, Künstlerhaus Klagenfurt
  - bv-Jahresausstellung, Alpen-Adria Galerie, Klagenfurt
  - Kramuri, Kunstverein Kärnten, Künstlerhaus, Klagenfurt
  - Wirtschaft präsentiert Kunst, Bleiburg
  - Galerie Berndt, Wolfsberg
- 2014:
  - bv-Jahresausstellung, Alpen-Adria Galerie, Klagenfurt
  - 47. Bildhauer Symposion Krastal, Kunstwerk Krastal, Treffen
  - Galerie Walker, Schloss Ebenau, Feistritz im Rosental
  - Blau, bv Galerie, Klagenfurt
  - Wirtschaft präsentiert Kunst, Kulturni dom, Bleiburg
  - Kunst Cocktail, Galerie Berndt, Wolfsberg (mit Pepo Pichler, Karl Schüssler, Gustav Janùs, Valentin Oman, Ernst Gradischnig, Roger Gressl, Hans Staudacher, Alfred Haberpointner, Gotthard Schatz, Alois Köchl, Lisa Huber, Ingrid Marquardt, Kevin A. Rausch)
- 2013:
  - Die Stadt als Galerie, St Andrae Nr. 56
  - Staudacher versus Skulptur – Feilacher Schatz Machhammer, Galerie Atelier Berndt & Offnerplatzl, Wolfsberg
  - Markt treiben, Marktplatz Westhagen, Wolfsburg (BRD)
  - Hotel Obir, Reception, Hotel Opir-Galerie Vorspann, Bad Eisenkappel
  - Schloss Gabelhofen, Kunst auf geSCHLOSSen, (Katalog), Fohnsdorf
- 2012:
  - Werk Statt Schloss, für VW Coaching, Wolfsburg (BRD)
  - Symposion Krastal, bedrock, (Katalog)
  - Kunstverein Kärnten, Struktur & Immaterialität, (Katalog)
- 2011:
  - Lana art, Skulpturen am Weg, Lana, I
  - Kunstverein Kärnten, Klagenfurt
  - BV Jahresausstellung, Alpen Adria Galerie, Klagenfurt
  - Galerie Vorspann, Bad Eisenkappel
  - Reart, St. Stefan bei Wolfsberg
  - Kunstwerk Krastal, Bildhauerhaus und Skulpturenstraße, Krastal bei Villach
- 2010:
  - Kamienie Miasta City stones, (Katalog), Wrocław (Polen)
- 2008:
  - K08 – Kunst aus Kärnten nach 1945, (Katalog), Kunstwerk Krastal, Krastal bei Villach
- 2007:
  - Worldpool, Bildhauer Symposion Krastal, (Katalog)
- 2006:
  - Solisombra, Galerie Walker, (Katalog), Schloss Ebenau, Feistritz im Rosental
  - Stadtgalerie Klagenfurt, (Katalog), Klagenfurt
- 2005:
  - Beeldhouwkunst, Tielrode bei Temse (Belgien)
  - Intart, (Katalog), Tarcento (Italien)
- 2004:
  - Insite out, Daniel Henry Kahnweiler Stiftung, (Katalog), Rockenhausen (BRD)
- 2003:
  - stone washed, Museum M und Stadtraum Mistelbach, Mistelbach
- 2002:
  - europe art languages, Paco Milano sud, (Katalog), Mailand (Italien)
  - Otto Eder Hommage – Künstlerbegegnungen, Bildhauerhaus Krastal, (Katalog), Krastal bei Villach
- 2000:
  - 99 Standpunkte, zur Weltausstellung Hannover 2000, (Katalog), Langenhagen (BRD)
- Diverses:
  - outdoor, Skulpturen im Stadtraum Klagenfurt, (Katalog), Kunstverein Kärnten
  - stone craft festival, Aji-Mure, (Katalog), (Japan)
  - Troisieme de sculpture monumentale kercal, Comblain-au-Pont, (Katalog), (Belgien)
  - Werkstatt Schloß, Schloss Wolfsburg, Wolfsburg (BRD)
  - Sala della Bramante, (Katalog), Fermignano (Italien)
  - Skulpturen in der Galleria, (Katalog), Wien
  - Haas auf Kunst, Haas-Haus, Wien
  - Symposion Harbin, Harbin, China
  - mehrmals Galerie auf der Piste, (Kataloge), Zell am See
  - Sculptures in a little forest, (Katalog), Raʿanana (Israel)
  - Der menschliche Körper, (Katalog), Krankenhaus Lainz, Wien
  - Krastal, Secession Wien, (Katalog), Wien

## Arbeiten im öffentlichen Raum; auch im sakralen Bereich (Auswahl)
- Markt treiben, Marktplatz Westhagen, Wolfsburg (BRD)[4]
- Hülle, Franz-Brandl-Platz, Bleiburg
- Purzeln, Golfplatz Finkenstein
- W.B. Tomographie, Posojilnica Bank, Bleiburg
- Geschlossene Gesellschaft – offenes Haus, Volksbankpassage Baden bei Wien
- Trinken, Stadtpark Spittal an der Drau
- Spiegelungen – Brunnen (mit Sibylle von Halem & Max M. Seibald) Stiftswiese Millstatt
- 1998: Drehen und Wenden, Stadt & Wohnbaugesellschaft Wolfsburg, Stadtmitte, Wolfsburg (BRD)
- 1998: Purzeln-Cumulet, Stadtpark Langenhagen (BRD)
- STEIN WEISSEN, Autobahnauffahrt Villach West, Weißenstein
- Vom Fluß zum See, Skulpturenstraße, Weißenstein und Treffen
- dengurigaeru, Skulpturenpark Aji, Präfektur Kagawa (Japan)
- Ruzzolare, Borgo Pace (Italien)
- Gespaltener, Skulpturen im kleinen Wald, Raʿanana (Israel)
- Srecenje – Begegnung – Incontro, Hauptplatz Völkermarkt
- Purzeln, Stadtpark Bad Helmstedt (BRD)
- Brunnen, Landwirtschaftliche Schule Goldbrunnhof, Völkermarkt
- Schleife, Issakkreuzung Völkermarkt
- Europapark Klagenfurt
- Osterleuchter, Pfarrkirche Mautern in Steiermark, Steiermark
- Ortseinfahrt Sattendorf
- Altar, Ambo und Altarraum, Pfarrkirche Kalwang, Steiermark
- Hl. Florian, Dorfplatz in Rinkenberg bei Bleiburg

## Auszeichnungen
- 1986: Theodor-Körner-Preis
- 1989: Preis der Wiener Handelskammer
- 2002: Kulturpreis des Landes Kärnten Förderungspreis

## Galerie

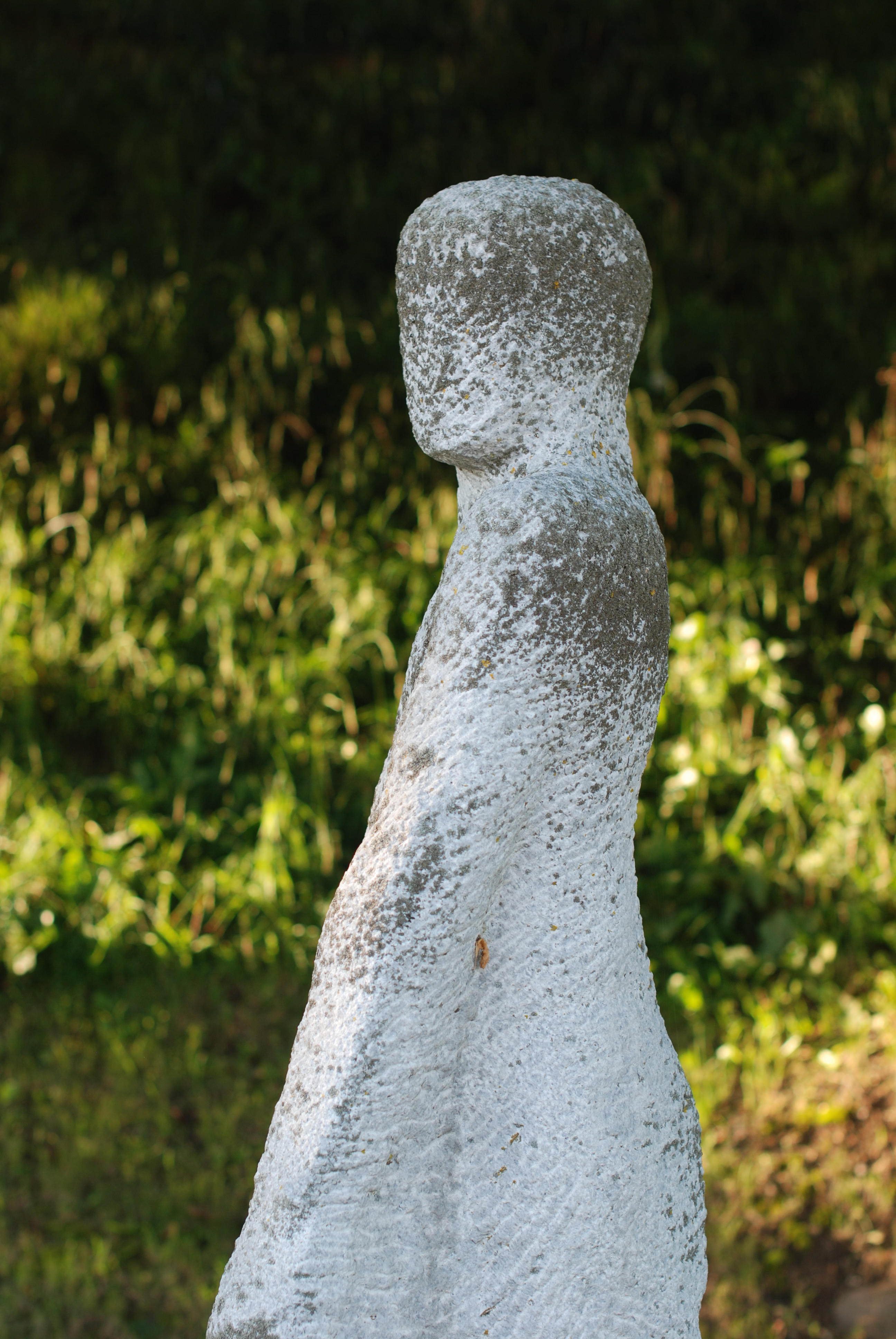
Skulptur „Männliche Figur“ aus dem Jahre 1986 aus der Reihe „Ferienlandschaft mit Kultur“ bei der Ortseinfahrt West in Sattendorf
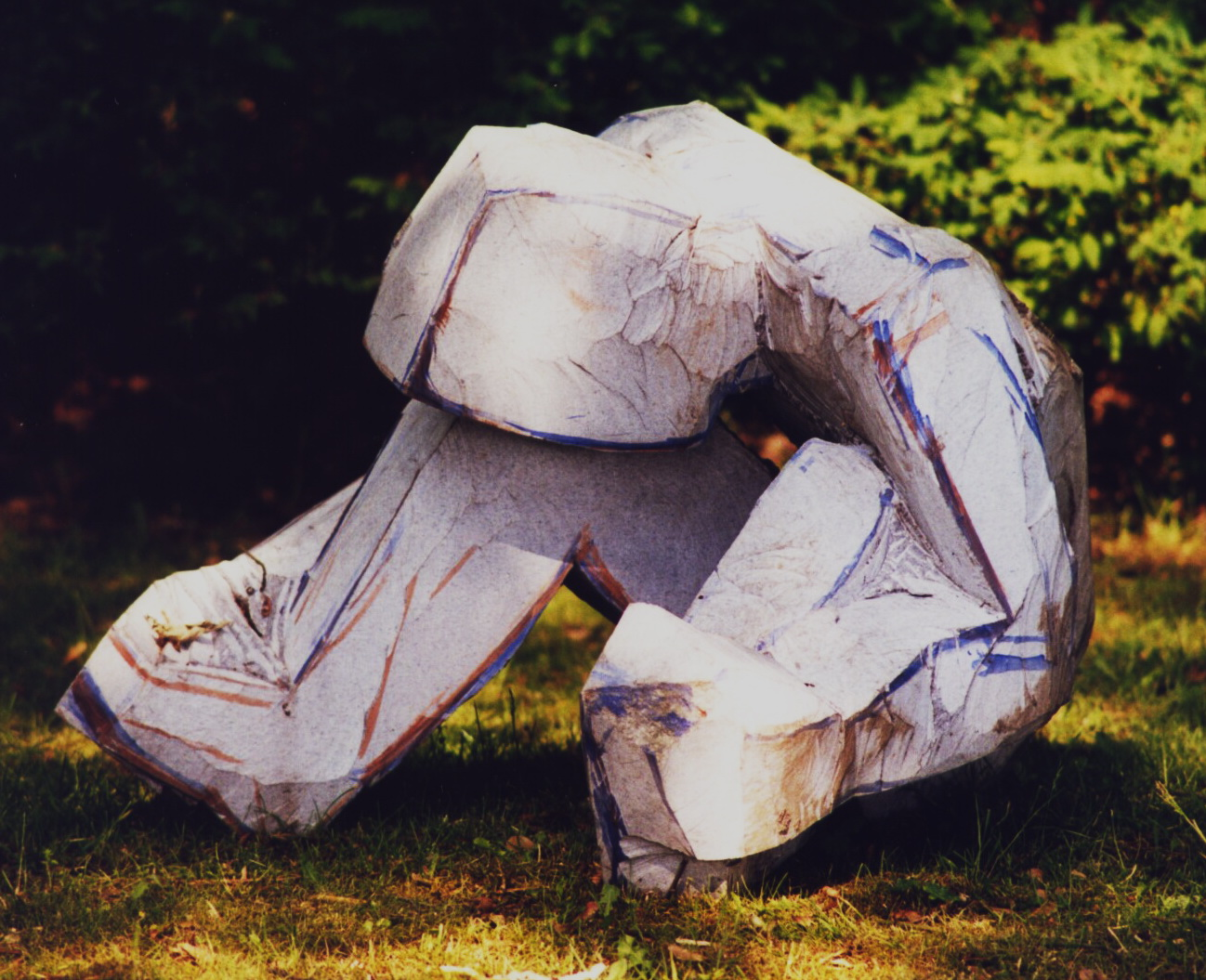
Skulptur „Purzeln-Cumulet“ aus dem Jahre 1998 im Stadtpark Langenhagen
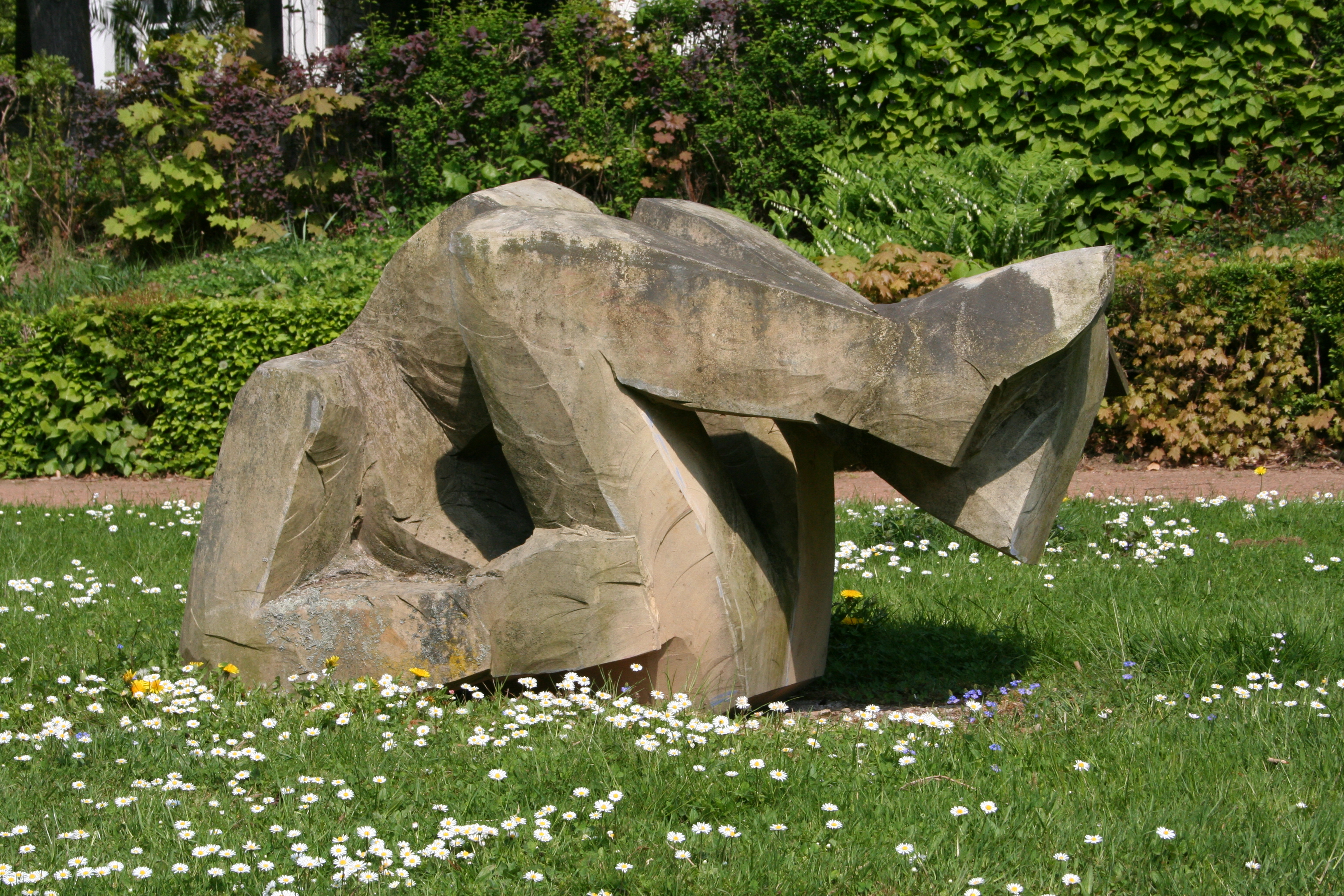
Skulptur „Purzeln“ Stadtpark Bad Helmstedt